# Najlepszy (powieść)
Treść tego artykułu może nie być zgodna z zasadami neutralnego punktu widzenia.
Dokładniejsze informacje o tym, co należy poprawić, być może znajdują się w dyskusji tego artykułu.
 Po wyeliminowaniu niedoskonałości należy usunąć szablon [[Szablon:Dopracować|]] z tego artykułu.
Najlepszy – polska powieść Waldemara Łysiaka wydana w 1992 roku nakładem Wydawnictwa Officina. Utwór ten jest trzecią częścią trylogii łotrzykowsko-heroicznej, na którą składają się także powieści Dobry i Konkwista.
W serii tej autor opisuje rzeczywistość najbardziej podatną na "duże przekręty" czyli sferę władzy z przyległościami, co służy mu do analizy wszelkich skrajnych zachowań ludzkich. Dlatego też książki nie można uznać za czystą fikcję polityczną.

## Treść
Akcja Najlepszego toczy się głównie w Polsce lat 1980-1991 a także w USA, Watykanie, Rosji, Afryce, Niemczech, Anglii czy Austrii. W Najlepszym ponownie pojawia się Clint Farloon. Jednak tym razem poznajemy lepiej jego życiorys, przedtem ujawniony tylko w niewielkim stopniu. Równocześnie z losami młodego Amerykanina autor prowadzi nas przez historie życia 3 innych mężczyzn: Zenona Tolika – Górala, przemytnika działającego na granicy czechosłowackiej, a niespodziewanie wrzuconego w wir historii i zrywu solidarnościowego, Ricka Korma pracującego w amerykańskim wywiadzie, i Ludwika Drozda – szefa warszawskiej mafii. Ta czwarta postać jest ogniwem, które łączy Dobrego z Najlepszym oraz zachowuje logiczny związek między nazewnictwem, odnosząc się nadal do podziemia gangsterskiego Warszawy ukazanego po raz pierwszy w Złym Tyrmanda. Tym razem jednak wątek gangsterski nie jest najważniejszy dla Łysiaka, a jeśli już to ukazuje on jego najbardziej „biało-rękawiczkowy” charakter. W dalszym ciągu warszawska mafia podporządkowana jest Mieczysławowi Heldbaumowi, funkcjonariuszowi SB, a zarazem pracownikowi MSW, łysiakowskiemu Mefistofelesowi. W ramach rozszerzenia wątków z Konkwisty dowiadujemy się też o dalszych losach van Hongena, radzieckiego agenta. Ostatnio ukazał się on czytelnikom jako postać wręcz odrażająca. W tej książce autor drąży tę postać. Może niezbyt wyczerpująco, ale ukazując za jej pomocą skrajne aspekty ludzkiego zła, które potrafią być umiejętnie uwolnione w osobach przeznaczonych do najbrudniejszej roboty czynionej na zamówienie wysokich władz.

## Tytuł
Książka nosi podtytuł Konkwista 2. Wskazuje to na ponowne podjęcie przez autora wątków, które pojawiły się już w Konkwiście. Jednak najważniejsze jest nawiązanie do dzieła Tyrmanda, w którym ukazał on mechanizmy bezlitosnej władzy oraz jej ciemne aspekty. Najlepszym jest też określony jeden z bohaterów książki.